# QRP

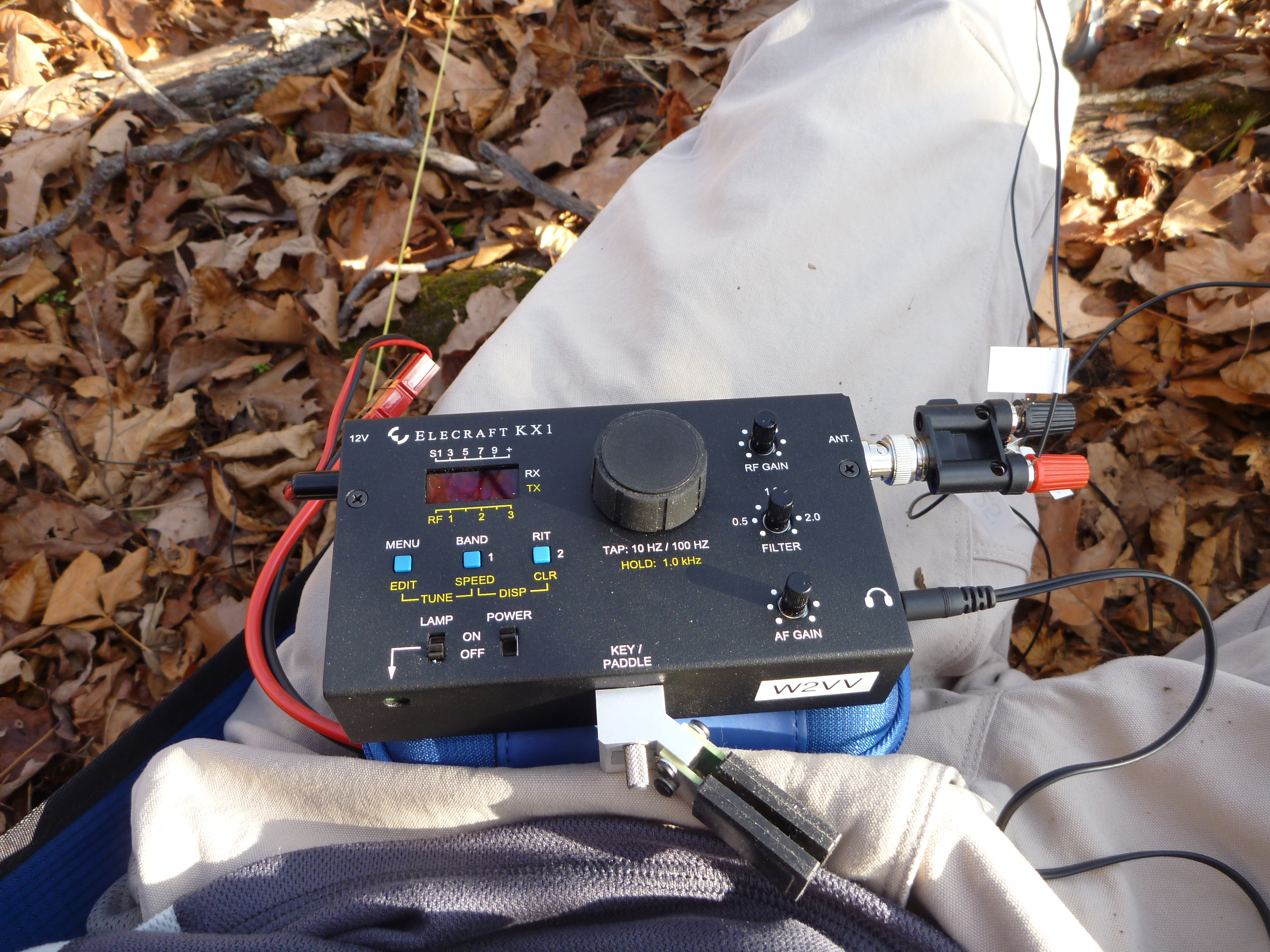
QRP rádió

QRP - Kis teljesítménnyel megvalósított rádióösszeköttetés. A QRP nem mozaikszó sem a magyar nyelvben, sem angolban, sem más nyelven, hanem rádiótávírónal használt Q-kódból származik. Mint Q-kód a következő jelentéssel bír:
- Felszólításként: "Csökkentsd a teljesítményed!" vagy "Csökkentheted a teljesítményed!"
- Információként: "Kis teljesítményű adóberendezéssel dolgozom."
- Hívójel után suffixként is megadható (pl. HG0ABC/QRP), utalva arra, hogy az állomás kis teljesítménnyel dolgozik.[2]

Az 5W-nál kisebb teljesítménnyel létrehozott rádiós összeköttetéseket nevezzük QRP-nek.
A QRP-nek van egy alvariánsa, a QRPP. QRPP-nek az 1 W-nál kisebb teljesítménnyel dolgozó állomásokat nevezzük.  QRPP kategóriába tartoznak pl. a PMR rádiók.

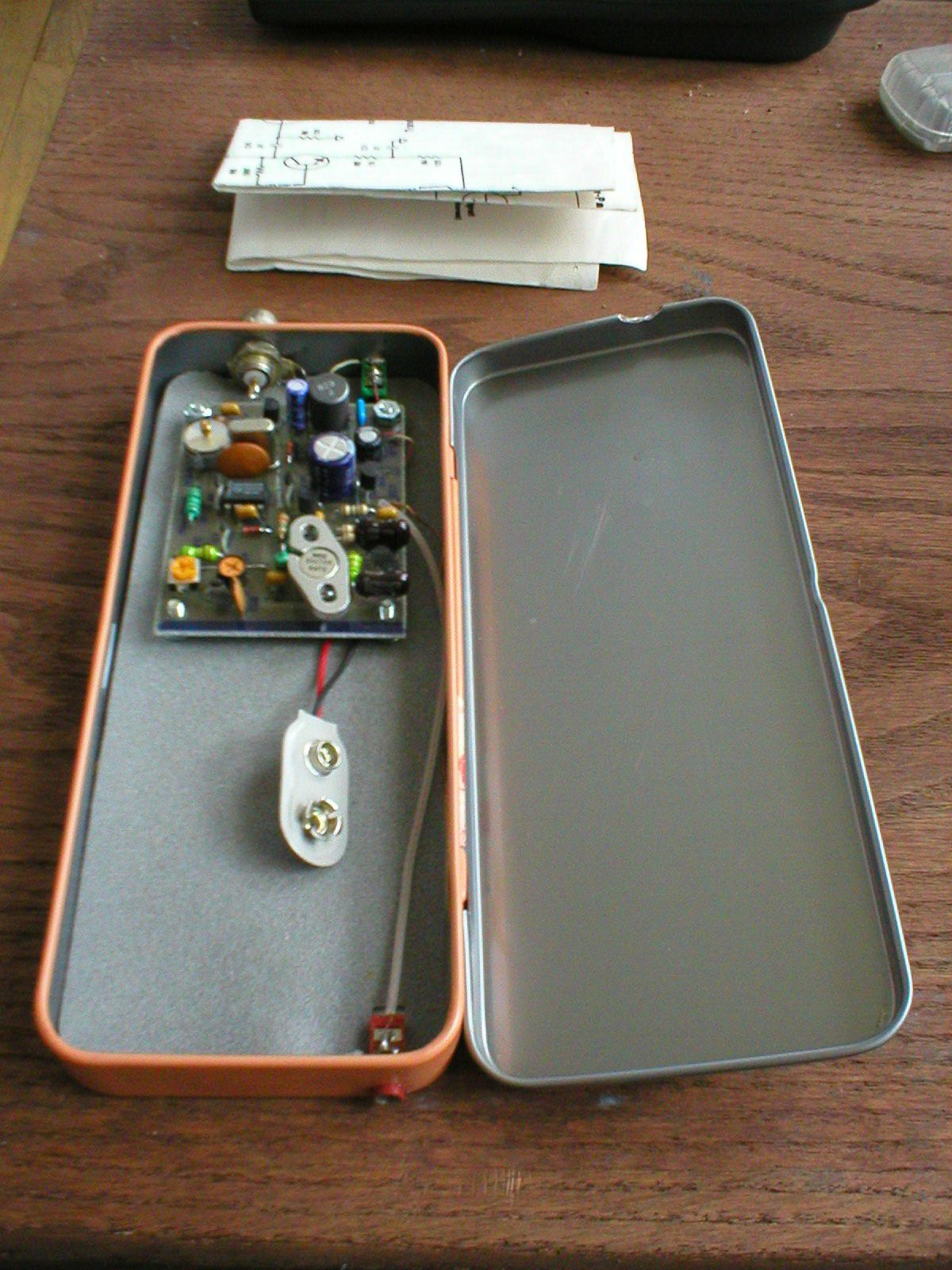
QRP adó-vevő 40m-re

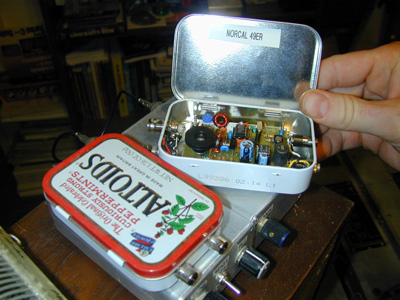
Konzervdobozba épített QRP adó-vevő

QRP-minimal: egy olyan szakág, ami arra törekszik, hogy működő rádiót építsenek minél kevesebb alkatrészből. 

## QRP teljesítményszintek[4]
| Jel                               | QRP | QRPP | QRPX | QRPU |
| --------------------------------- | --- | ---- | ---- | ---- |
| Maximális kimenő teljesítmény (W) | 5   | 1    | 0,1  | 0,01 |

## Jelentősége

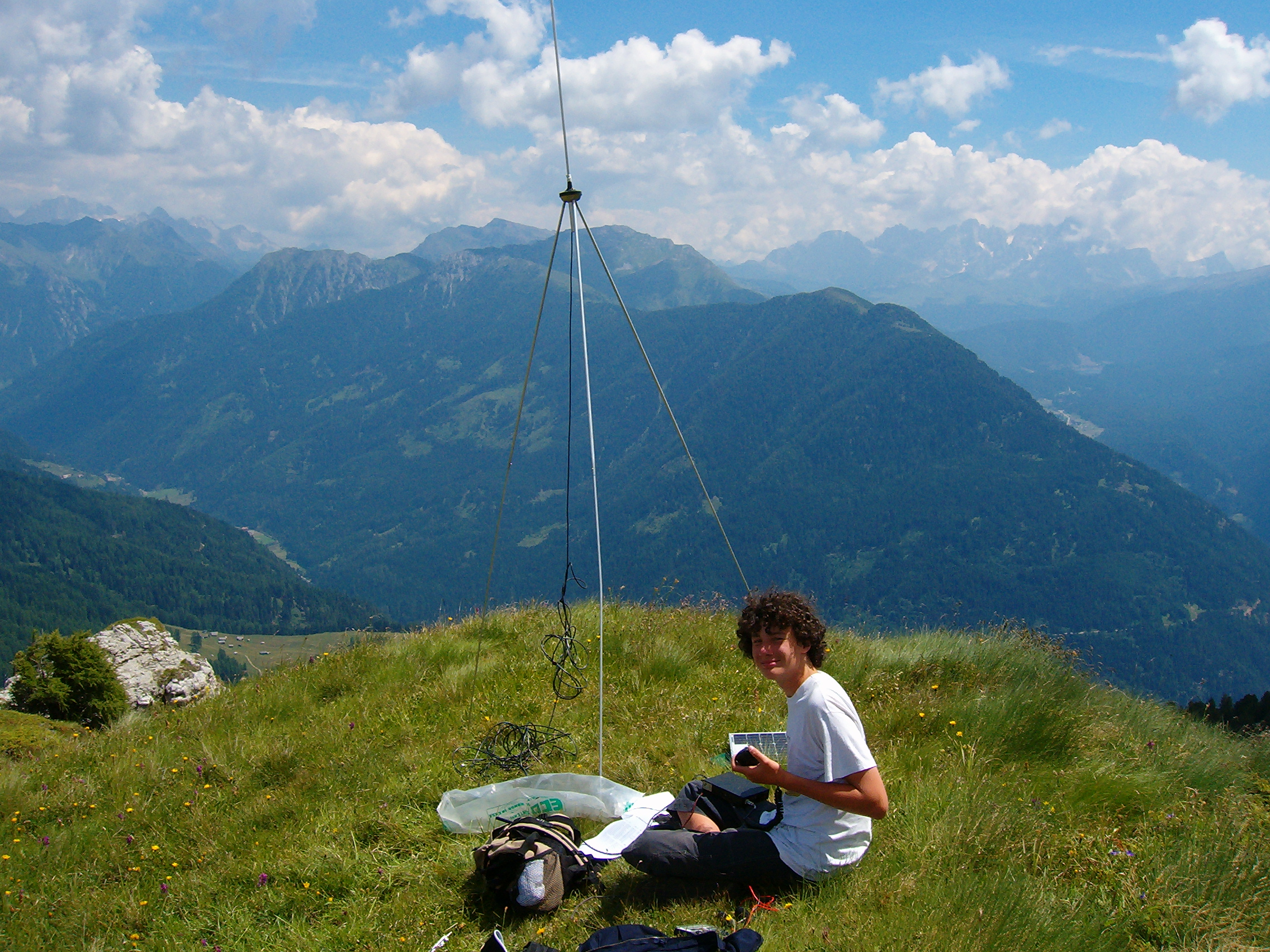
Kitelepült QRP állomás

- Különösen előnyös kitelepült állomásoknál, főleg akkumulátoros üzemmódnál.
- Kis méret, az adóvevő berendezés elfér egy hátitáskában, zsebben, kézben.
- Vészhelyzetben, hálózati áramforrás hiányában akkumulátorról hosszú ideig üzemeltethető
- Könnyű készülékek, terepi használat, gyalográdió, SOTA, POTA, COTA
- Közeli állomások közti kommunikáció során, így nem zavarjuk a távolabbi állomásokat.
- Anyagi megfontolásból, olcsó, kis teljesítményű, vagy saját készítésű készülékek használata. Terepi használat esetén ha sérülés éri, vagy megsemmisül, nem keletkezik jelentős anyagi veszteség.
- A QRP egy igazi kihívás: különös élmény, amikor kis teljesítménnyel sikerül nagy távolságot áthidalni.